# فرودگاه گیلام
فرودگاه گیلام (به انگلیسی: Gillam Airport) یک فرودگاه همگانی باربری با کد یاتا YGX است که یک باند فرود شن دارد و طول باند آن ۱٬۵۳۴ متر است. این فرودگاه در کشور کانادا قرار دارد و در ارتفاع ۱۴۵ متری از سطح دریا واقع شده‌است.

## شرکت‌های هواپیمایی و مقصدهای پروازی
| شرکت‌های هواپیمایی | مقصدهای پروازی                           |
| ----------------- | ---------------------------------------- |
| Calm Air          | تامپسون، وینیپگ جیمز آرمسترانگ ریچاردسون |